# Sorrento Calcio 1945 2024-2025
Questa voce raccoglie le informazioni riguardanti il Sorrento Calcio 1945 nelle competizioni ufficiali della stagione 2024-2025.

## Divise e sponsor
Il fornitore tecnico per la stagione 2024-2025 è Zeus Sport, mentre gli sponsor di maglia sono i seguenti:
- MSC, il cui marchio appare al centro delle divise
- Caremar, sulla parte destra del petto

| Casa | Trasferta | Terza divisa | 1ª portiere |

## Rosa
Rosa aggiornata al 23 dicembre 2024.
| N. |                        | Ruolo | Calciatore                 |
| -- | ---------------------- | ----- | -------------------------- |
| 1  | Italia (bandiera)      | P     | Ludovico Del Sorbo         |
| 2  | Italia (bandiera)      | D     | Gianmarco Todisco          |
| 3  | Italia (bandiera)      | D     | Lorenzo Colombini          |
| 5  | Italia (bandiera)      | C     | Giulio Carotenuto          |
| 6  | Italia (bandiera)      | D     | Francesco Fusco (capitano) |
| 7  | Italia (bandiera)      | A     | Giuseppe Guadagni          |
| 8  | Italia (bandiera)      | C     | Marco Cuccurullo           |
| 9  | Italia (bandiera)      | D     | Edoardo Blondett           |
| 10 | Italia (bandiera)      | A     | Riccardo Martignago        |
| 10 | Paesi Bassi (bandiera) | A     | Don Bolsius                |
| 11 | Italia (bandiera)      | A     | Antonino Musso             |
| 12 | Italia (bandiera)      | P     | Simon Harrasser            |
| 14 | Italia (bandiera)      | D     | Ciro Panico                |
| 15 | Italia (bandiera)      | C     | Alberto De Francesco       |
| 16 | Italia (bandiera)      | A     | Salvatore Pio Scala        |
| 17 | Italia (bandiera)      | A     | Pasquale Riccardi          |
| 18 | Italia (bandiera)      | A     | Alessandro Polidori        |

| N. |                   | Ruolo | Calciatore          |
| -- | ----------------- | ----- | ------------------- |
| 22 | Italia (bandiera) | P     | Andrea D'Aniello    |
| 23 | Italia (bandiera) | C     | Simone Cangianiello |
| 26 | Italia (bandiera) | D     | Vincenzo Di Somma   |
| 32 | Italia (bandiera) | C     | Vincenzo Colangiuli |
| 33 | Italia (bandiera) | D     | Antonio Vitiello    |
| 44 | Italia (bandiera) | A     | Diego Russo         |
| 66 | Italia (bandiera) | D     | Andrea Cadili       |
| 70 | Italia (bandiera) | C     | Cassio Cardoselli   |
| 72 | Italia (bandiera) | C     | Andrea Palella      |
| 76 | Italia (bandiera) | C     | Francesco Lops      |
| 96 | Italia (bandiera) | A     | Mattia Esposito     |
| 97 | Italia (bandiera) | P     | Mirko Albertazzi    |
|    | Italia (bandiera) | C     | Pietro Messori      |
|    | Italia (bandiera) | A     | Souleymane Kone     |
|    | Italia (bandiera) | P     | Alessio Pozzi       |
|    | Italia (bandiera) | A     | Alessandro Pozzi    |

## Calciomercato

### Sessione estiva(dall'1/7 al 1/9)
| Acquisti | Acquisti            | Acquisti            | Acquisti               |
| R.       | Nome                | da                  | Modalità               |
| -------- | ------------------- | ------------------- | ---------------------- |
| P        | Simon Harrasser     | Südtirol            | definitivo             |
| P        | Alessio Pozzi       | Trapani             | prestito               |
| D        | Andrea Cadili       | AZ Picerno          | definitivo (gratuito)  |
| D        | Tommaso Panelli     | Turris              | fine prestito          |
| D        | Ciro Panico         | Taranto             | definitivo (gratuito)  |
| D        | Gennaro Severino    | Frosinone Primavera | definitivo (gratuito)  |
| C        | Vincenzo Colangiuli | Bari Primavera      | prestito               |
| C        | Toni Caravaca       | Novara              | fine prestito          |
| C        | Cassio Cardoselli   | Virtus Francavilla  | definitivo (gratuito)  |
| C        | Giulio Carotenuto   | Nocerina            | definitivo (gratuito)  |
| C        | Simone Cangianiello | Frosinone           | definitivo             |
| C        | Francesco Lops      | Bari                | prestito               |
| C        | Antonio Potenza     | Palmese             | fine prestito          |
| C        | Gaetano Vitale      | Monopoli            | definitivo             |
| A        | Don Bolsius         | Benevento           | definitivo (30 mila €) |
| A        | Giuseppe Guadagni   | Lucchese            | definitivo             |
| A        | Souleymane Kone     | Lazio Primavera     | fine prestito          |
| A        | Antonino Musso      | Bra                 | definitivo (gratuito)  |
| A        | Alessandro Pozzi    | Ostia Mare          | fine prestito          |
| A        | Pasquale Riccardi   | Potenza             | definitivo             |
| A        | Diego Russo         | Udinese Primavera   | definitivo             |

| Cessioni | Cessioni            | Cessioni             | Cessioni              |
| R.       | Nome                | a                    | Modalità              |
| -------- | ------------------- | -------------------- | --------------------- |
| P        | Andrea D'Aniello    | Trapani              | prestito              |
| D        | Marco Chiricallo    | Pro Sesto            | definitivo (gratuito) |
| D        | Lorenzo Colombini   |                      | svincolato            |
| D        | Ciro Loreto         | Cavese               | definitivo (gratuito) |
| D        | Raul Morichelli     | Perugia              | fine prestito         |
| D        | Tommaso Panelli     | Carpi                | definitivo            |
| D        | Gennaro Severino    | Angri                | prestito              |
| C        | Angelo Bonavolontà  | Virtus Francavilla   | definitivo (gratuito) |
| C        | Toni Caravaca       | Novara               | definitivo            |
| C        | Giuseppe La Monica  | Fidelis Andria       | definitivo (gratuito) |
| C        | Antonio Potenza     | Scafatese            | prestito              |
| C        | Gaetano Vitale      | Monopoli             | fine prestito         |
| C        | Gaetano Vitale      | Cavese               | definitivo            |
| A        | Ismaila Badje       | Cavese               | definitivo            |
| A        | Ciro Capasso        | Fiorentina Primavera | fine prestito         |
| A        | Aristidi Kolaj      | Pescara              | fine prestito         |
| A        | Riccardo Martignago | Latina               | definitivo (gratuito) |
| A        | Alessandro Pozzi    | Sora                 | definitivo (gratuito) |
| A        | Mario Ravasio       | Lucchese             | fine prestito         |
| A        | Pasquale Riccardi   | Potenza              | fine prestito         |

### Operazioni esterne alle finestre di calciomercato
| Acquisti | Acquisti            | Acquisti | Acquisti   |
| R.       | Nome                | da       | Modalità   |
| -------- | ------------------- | -------- | ---------- |
| D        | Lorenzo Colombini   |          | svincolato |
| A        | Alessandro Polidori |          | svincolato |

| Cessioni | Cessioni          | Cessioni | Cessioni              |
| R.       | Nome              | a        | Modalità              |
| -------- | ----------------- | -------- | --------------------- |
| C        | Cassio Cardoselli | Cassino  | definitivo            |
| C        | Pietro Messori    | Teramo   | definitivo (gratuito) |
| A        | Souleymane Kone   | Mosta    | prestito              |

### Sessione invernale(dal 2/1 al 3/2)
| Acquisti | Acquisti           | Acquisti   | Acquisti   |
| R.       | Nome               | da         | Modalità   |
| -------- | ------------------ | ---------- | ---------- |
| A        | Mariano Guararcino | svincolato | definitivo |

| Cessioni | Cessioni          | Cessioni | Cessioni   |
| R.       | Nome              | a        | Modalità   |
| -------- | ----------------- | -------- | ---------- |
| D        | Gianmarco Todisco | Avellino | definitivo |

## Risultati

### Serie C

#### Girone di andata
| Potenza 24 agosto 2024, ore 18:00 CEST 1ª giornata | Sorrento           | 0 – 0 referto | Catania | Stadio Alfredo Viviani (600 spett.)\| Arbitro: \| De Angeli (Milano) \| |
| Arbitro:                                           | De Angeli (Milano) |               |         |                                                                         |

| Arbitro: | Sacchi (Macerata) |

|  |           |           |
|  | Marcatori | 24’ Musso |

| Arbitro: | Burlando (Genova) |

|                              |           |             |
| De Francesco 20’ Bolsius 49’ | Marcatori | 47’ D'Amico |

| Arbitro: | Lovison (Padova) |

|                |           |  |
| Schimmenti 79’ | Marcatori |  |

| Potenza 21 settembre 2024, ore 18:30 CEST 5ª giornata | Sorrento         | 0 – 0 referto | Turris | Stadio Alfredo Viviani (298 spett.)\| Arbitro: \| Leone (Barletta) \| |
| Arbitro:                                              | Leone (Barletta) |               |        |                                                                       |

| Arbitro: | Di Cicco (Lanciano) |

|             |           |                       |
| Oviszach 2’ | Marcatori | 57’ Todisco 74’ Musso |

| Arbitro: | Milone (Taurianova) |

|                |           |                       |
| Zigoni 5’, 55’ | Marcatori | 43’ Musso 51’ Bolsius |

| Arbitro: | Andeng Tona Mbei (Cuneo) |

|           |           |               |
| Musso 10’ | Marcatori | 29’ Silvestri |

| Arbitro: | Ramondino (Palermo) |

|                            |           |  |
| Visentin 22’ Salvemini 60’ | Marcatori |  |

| Arbitro: | Mucera (Palermo) |

|  |           |                                      |
|  | Marcatori | 9’ Perlingieri 12’ Toșca 25’ Lamesta |

| Arbitro: | Diop (Treviglio) |

|                                 |           |            |
| De Francesco 72’ Vitiello 90+4’ | Marcatori | 49’ Murano |

| Arbitro: | Djurdjevic (Trieste) |

|  |           |                  |
|  | Marcatori | 90’ De Francesco |

| Arbitro: | Gavini (Aprilia) |

|                       |           |           |
| Polidori 45+1’ (rig.) | Marcatori | 86’ Proia |

| Arbitro: | Madonia (Palermo) |

|                 |           |  |
| Crecco 45’, 86’ | Marcatori |  |

| Arbitro: | Picardi (Viareggio) |

|               |           |                   |
| Todisco 90+5’ | Marcatori | 58’ Santarcangelo |

| Arbitro: | Drigo (Portogruaro) |

|  |           |             |
|  | Marcatori | 57’ Bolsius |

| Arbitro: | Zago (Conegliano) |

|                                       |           |  |
| Cuccurullo 13’ Di Somma 17’ Musso 83’ | Marcatori |  |

| Arbitro: | De Angeli (Milano) |

|                  |           |  |
| De Cristofaro 7’ | Marcatori |  |

| Arbitro: | Rinaldi (Bassano del Grappa) |

|                     |           |                                    |
| Pezzella 26’ (aut.) | Marcatori | 5’ Fella 36’ Pezzella 90+1’ Vitale |

#### Girone di ritorno
| Arbitro: | Mastrodomenico (Matera) |

|                                    |           |  |
| Inglese 73’, 88’, 90+2’ Stoppa 77’ | Marcatori |  |

| Arbitro: | Ramondino (Palermo) |

|             |           |                                    |
| Bolsius 71’ | Marcatori | 29’ (rig.) Bruschi 90+1’ Grandolfo |

| Arbitro: | Restaldo (Ivrea) |

|             |           |                |
| Leonetti 6’ | Marcatori | 40’ Cuccurullo |

| Potenza 18 gennaio 2025, ore 17:30 CET 23ª giornata | Sorrento | – | Potenza | Stadio Alfredo Viviani |

| Torre del Greco 26 gennaio 2025, ore 17:30 CET 24ª giornata | Turris | – | Sorrento | Stadio Amerigo Liguori |

| Potenza 1º febbraio 2025, ore 17:30 CET 25ª giornata | Sorrento | – | Crotone | Stadio Alfredo Viviani |

| Potenza 8 febbraio 2025, ore 17:30 CET 26ª giornata | Sorrento | – | Taranto | Stadio Alfredo Viviani |

| Trapani 16 febbraio 2025, ore 15:00 CET 27ª giornata | Trapani | – | Sorrento | Stadio Provinciale |

| Potenza 23 febbraio 2025, ore 17:30 CET 28ª giornata | Sorrento | – | Audace Cerignola | Stadio Alfredo Viviani |

| Benevento 2 marzo 2025, ore 17:30 CET 29ª giornata | Benevento | – | Sorrento | Stadio Ciro Vigorito |

| Foggia 9 marzo 2025, ore 15:00 CET 30ª giornata | Foggia | – | Sorrento | Stadio Pino Zaccheria |

| Potenza 12 marzo 2025, ore TBD CET 31ª giornata | Sorrento | – | Juventus Next Gen | Stadio Alfredo Viviani |

| Caserta 16 marzo 2025, ore TBD CET 32ª giornata | Casertana | – | Sorrento | Stadio Alberto Pinto |

| Potenza 23 marzo 2025, ore TBD CET 33ª giornata | Sorrento | – | Latina | Stadio Alfredo Viviani |

| Picerno 30 marzo 2025, ore TBD CEST 34ª giornata | AZ Picerno | – | Sorrento | Stadio Donato Curcio |

| Potenza 6 aprile 2025, ore TBD CEST 35ª giornata | Sorrento | – | Messina | Stadio Alfredo Viviani |

| Giugliano in Campania 13 aprile 2025, ore TBD CEST 36ª giornata | Giugliano | – | Sorrento | Stadio Alberto De Cristofaro |

| Potenza 20 aprile 2025, ore TBD CEST 37ª giornata | Sorrento | – | Avellino | Stadio Alfredo Viviani |

| Cava de' Tirreni 27 aprile 2025, ore TBD CEST 38ª giornata | Cavese | – | Sorrento | Stadio Simonetta Lamberti |

### Coppa Italia Serie C

#### Turni eliminatori
| Arbitro: | Rispoli (Locri) |

|                    |           |  |
| Seck 47’ Gilli 50’ | Marcatori |  |

## Giovanili

### Organigramma
- Responsabile Settore Giovanile: Pasquale Ottobre

Primavera
- Allenatore: Giampiero Bonocore

#### Giovanili
Under 17
- Allenatore: Bruno Conte

Under 16
- Allenatore: Carmine Sessa

Under 15
- Allenatore: Ciro Cirillo

Under 14
- Allenatore: Federico Cuomo

### Piazzamenti

#### Primavera
- Campionato:

#### Under-17
- Campionato:

#### Under-16
Campionato:

#### Under-15
- Campionato:

#### Under 14 Elìte Regionali
- Campionato: